# Megan Young
Megan Young (tên đầy đủ: Megan Lynne Young), sinh ngày 27 tháng 2 năm 1990 ở Alexandria), bang Virginia, Hoa Kỳ, cô là Hoa hậu Thế giới năm 2013; đồng thời là một diễn viên, người mẫu có quốc tịch Philippines. Tên tuổi của cô trở nên nổi tiếng từ các cuộc thi sắc đẹp. Cô đã chiến thắng tại cuộc thi Hoa hậu Thế giới Philipines 2013, sau đó cô là thí sinh đại điện cho Philippines ở cuộc thi Hoa hậu Thế giới 2013 được tổ chức tại Bali, Indonesia và đã trở thành Hoa hậu Thế giới năm 2013. Cô trở thành người Philippines đầu tiên trong lịch sử giành chiến thắng tại cuộc thi Hoa hậu Thế giới và cũng đã đạt ngôi Miss Grand Slam 2013.

## Tiểu sử
Cô được sinh ra ở Mỹ trong một gia đình có mẹ là người Philippines và cha là người Mỹ. Cha cô là ông Calvin Young và mẹ là bà Victoria (nhũ danh Talde). Gia đình cô chuyển đến Olongapo, tỉnh Zambales, Philippines lúc cô 10 tuổi. Sau đó, cô chuyển đến sống ở Manila để theo đuổi sự nghiệp diễn xuất của mình.

## Hoạt động

### Phim
| Năm  | Phim                         | Vai diễn                   | Hãng phim                |
| ---- | ---------------------------- | -------------------------- | ------------------------ |
| 2013 | Bang Bang Alley              | Abbey                      | Curve Entertainment      |
| 2012 | The Reunion                  | Toyang                     | Star Cinema              |
| 2011 | Enteng Ng Ina Mo             | Ina Azul                   | Star Cinema              |
| 2011 | Won't Last A Day Without You | Melissa                    | Star Cinema & Viva Films |
| 2010 | Astro Mayabang               | -                          | Cinema One Entry         |
| 2010 | White House                  | Mikey Trinidad             | Regal Films              |
| 2010 | Sigwa                        | Dolly (young Dawn Zulueta) | Cinemalaya Entry         |
| 2010 | Babe, I Love You             | Gaita Borromeo             | Star Cinema & Viva Films |
| 2009 | Pangarap Kong Jackpot        | Eula                       | Golden Lion Productions  |
| 2009 | Shake, Rattle & Roll XI      | Lucia                      | Regal Films              |
| 2005 | Say That You Love Me         | Anna                       | GMA Films                |

### Lễ hội
- Đồng Đại sứ Festival Hoa Đà Lạt 2019

Ngoài ra Megan cũng thường xuyên đồng hành cùng Tổ chức Hoa hậu Thế giới trong nhiều hoạt động dù hết nhiệm kì đã lâu, nhiều năm liên tiếp cô đảm nhận vai trò MC của cuộc thi.